# Wyoming (Band)

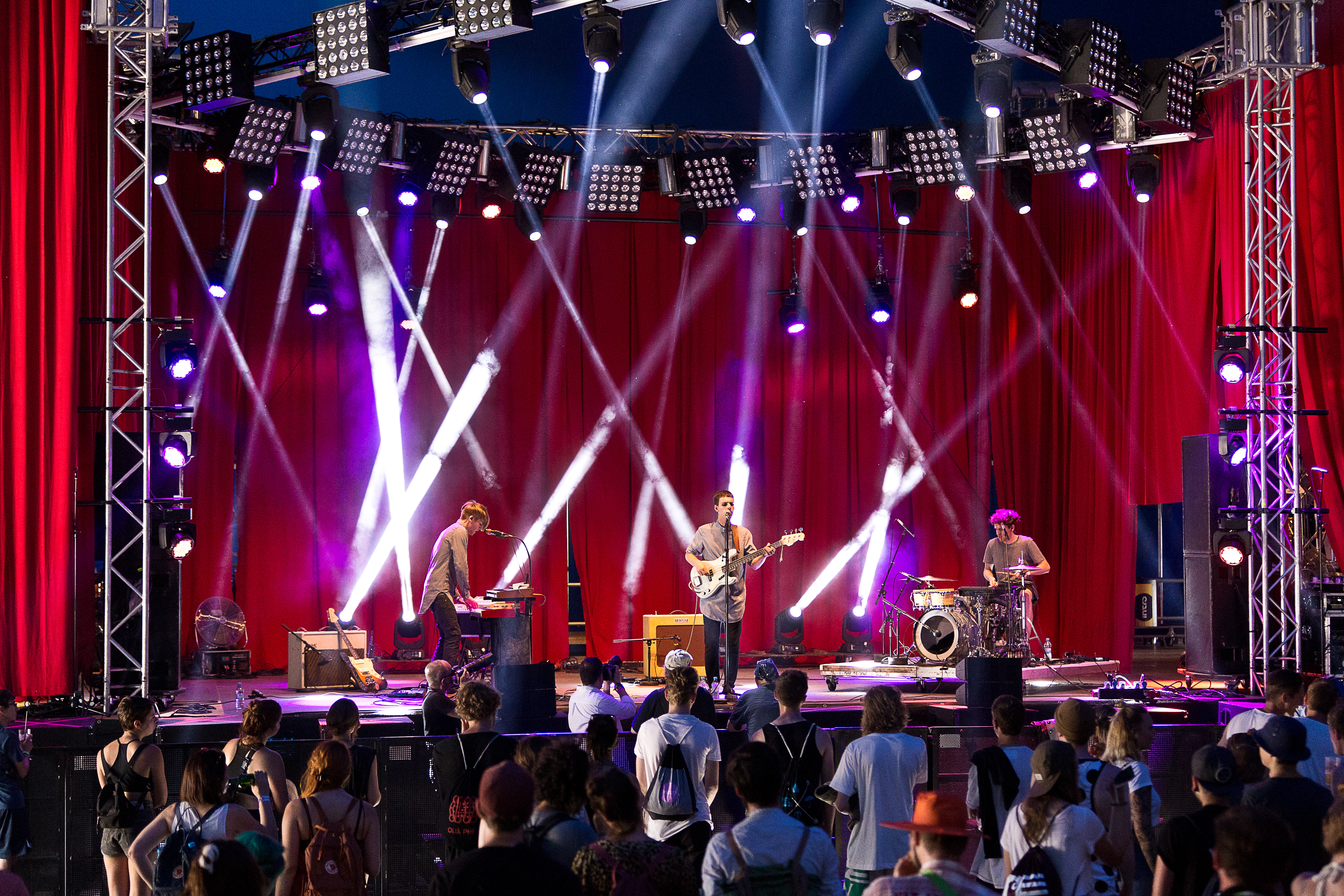
Wyoming beim Melt! Festival 2015.

Wyoming ist eine Dream-Pop-/Indie-Rock-Band aus Lorch, Deutschland. Sie wurde 2012 gegründet.

## Geschichte
Die Band besteht aus David Stieffenhofer sowie den Brüdern Manuel und Sascha Lukas. Alle drei Mitglieder der Band kommen ursprünglich aus dem hessischen Lorch, wo auch der Großteil des Debütalbums Fountain entstand, wobei ihr derzeitiger Wohnsitz Köln ist. Im Juli 2013 wurden sie bei dem in Kulmbach ansässigen Independent-Label AdP Records unter Vertrag genommen, auf welchem dann am 25. Oktober 2013 das Debütalbum Fountain erschien. Die erste Single-Auskopplung des Liedes Afterword erschien am 18. Oktober 2013 zusammen mit einem Remix von Touchy Mob. Die zweite Single-Veröffentlichung folgte mit Rapid. Eye. Movement. Sleep. am 28. Februar 2014.
Mit Festival-Auftritten bei u. a. dem Melt, der c/o pop in Köln, Phono Pop in Rüsselsheim, Cologne Music Week, Nonstock Festival, oder dem Nürnberg.Pop Festival, sowie im Vorprogramm der Deutschland-Touren von !!!, Glass Animals und SALES konnte sich die Band ein größeres Publikum erspielen.
Nach über 100 Konzerten veröffentlichte die Band am 13. November 2015 ihr zweites Album Moon Jaunt zusammen mit der gleichnamigen Single, welches mit dem Produzenten Oliver Zülch (The Notwist, Die Ärzte) aufgenommen wurde.

## Diskografie

### Alben
- 25. Oktober 2013: Fountain (AdP)
- 13. November 2015: Moon Jaunt (AdP)

### Singles
- 18. Oktober 2013: Afterword (AdP)
- 28. Februar 2014: Rapid. Eye. Movement. Sleep. (AdP)
- 13. November 2015: Moon Jaunt (AdP)
- 26. Februar 2016: Remains (AdP)